# Фузовка
Фузовка, Фузэука (рум. Fuzăuca) — село в Шолданештском районе Молдавии. Относится к сёлам, не образующим коммуну.

## География
Село расположено на высоте 194 метра над уровнем моря.

## Население
По данным переписи населения 2004 года, в селе Фузэука проживает 814 человек (377 мужчин, 437 женщин).
Этнический состав села:
| Национальность | Число жителей | Процентный состав |
| -------------- | ------------- | ----------------- |
| украинцы       | 530           | 65,11             |
| молдаване      | 257           | 31,57             |
| русские        | 22            | 2,7               |
| болгары        | 2             | 0,25              |
| прочие         | 3             | 0,37              |
| Всего          | 814           | 100 %             |